# Antonio Got
Antonio Got Insausti (Saint-Sébastien, 1878 - Madrid, 1939) est un militaire, dessinateur, peintre, journaliste et animateur espagnol.
Après une formation en artillerie, et un début de carrière militaire en métropole, il fut versé à partir de 1909 dans des unités combattantes à Melilla, Ceuta et Tétouan (Maroc), où il remplit des fonctions dans l’état-major d’artillerie (logistique, acheminement de matériel et de munitions, définition d’itinéraires pour véhicules automoteurs, etc.), et où ses talents de dessinateur purent s’épanouir dans la création de vues panoramiques à usage militaire. Parallèlement, intéressé par la culture locale, il rédigea, en collaboration avec le futur ministre des Affaires étrangères Juan Beigbeder, un guide touristique de Tétouan, resté inédit, mais publié partiellement peu après, en 1917, dans le corps d’un autre guide plus vaste, avec dessins de sa main. Mis en disponibilité de l’armée en 1917, à sa demande, il retourna à Tétouan pour y enseigner le dessin à l’École des arts et métiers nouvellement fondée, tout en contribuant à différents périodiques par des dessins et des aquarelles exécutées au Maroc. À partir de 1920, il se voua plus particulièrement au journalisme, couvrant comme correspondant de guerre plusieurs épisodes de la guerre du Rif, notamment les suites de la débâcle d’Anoual infligée en 1921 aux troupes espagnoles par les milices rifaines et le débarquement d'Al Hoceïma de 1925. Dans les mois précédant la guerre du Rif et pendant le prélude de celle-ci, il accomplit pour le compte de l’entrepreneur Echevarrieta des missions de contact et de négociation avec la famille Abdelkrim, dans le but de conclure, sous le regard suspicieux des autorités militaires espagnoles, des accords d’exploitation des (présumés) gisements miniers dans le Rif central. Revenu en métropole en 1934, malade, ayant élu domicile à Madrid, objet de brimades pendant la Guerre civile en raison de ses idées monarchistes, il représenta dans une série d’aquarelles les bombardements que subissait la capitale pendant le conflit.

## Biographie

### Formation et jeunes années

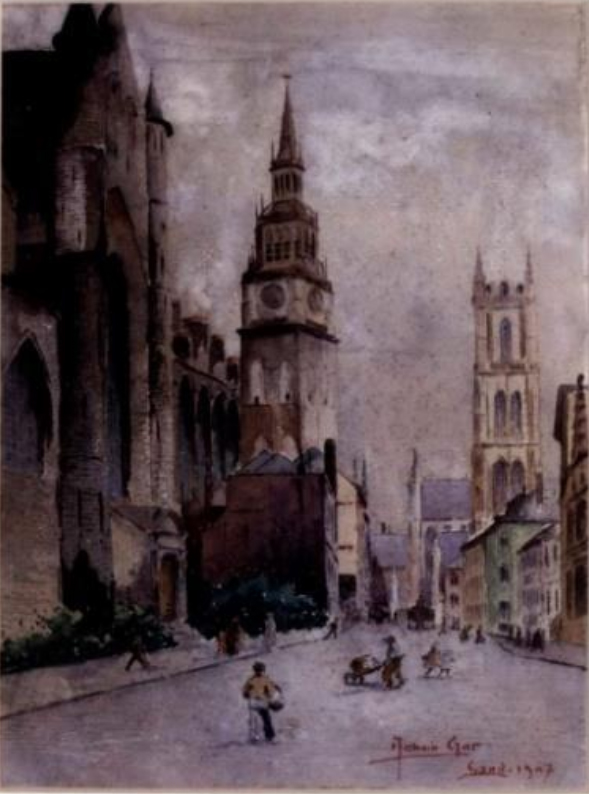
Vue de la ville de Gand, aquarelle d'Antonio Got (1906).

Né à Saint-Sébastien en 1878, Antonio Got commença en janvier 1897 une formation militaire à l’Académie d’artillerie de Ségovie, dont il sortit diplômé en novembre 1900 avec le grade de 2d lieutenant, avant d’être promu 1er lieutenant deux ans plus tard,. Cette même année 1902, il reçut sa première affectation dans sa ville natale, occupa ensuite un poste à Bilbao, pour revenir en mars 1907 à l’état-major d’artillerie de Saint-Sébastien, puis être muté en 1908 à la garnison de Pampelune,. Dans ce parcours professionnel en métropole s’est intercalée une parenthèse de quatre mois, quand son penchant pour la peinture l’eut incité à solliciter fin octobre 1906 un congé de quatre mois, qu’il obtint et dont il fit usage pour un périple à travers la Belgique et l’Angleterre. De ces pays il ramena des esquisses qui lui serviront à peindre plusieurs aquarelles, dont notamment celle intitulée San Nicolás, le Beffroi y San Bayán (vue de la ville de Gand, avec l’église Saint-Nicolas, le beffroi et la cathédrale Saint-Bavon), et celle représentant la fontaine Notre-Dame de Guadalupe à Fontarrabie (Fuente de Nuestra Señora de Guadalupe), œuvres qui furent acquises un an après par le Musée municipal de Saint-Sébastien.

### Participation aux campagnes militaires de Melilla (1909)
Antonio Got se trouvait en mission à Jaca pour le compte de sa garnison de Pampelune quand fut déclenchée la campagne de 1909 dans la zone de Melilla (nord-est du Maroc). Il obtint que, une fois sa mission achevée, il lui soit confié une nouvelle mission, cette fois au service de l’état-major d’artillerie de Melilla, place forte à destination de laquelle il partit le 8 août et où il exerça à partir du 13 août des fonctions au Parc mobile de l’armée d’opération comme chargé de réception d’effectifs et de matériel,, remplissant des tâches de reconnaissance, de transmission, de transport, d’acheminement de munitions, etc., C’est cependant dans la troisième phase de ladite campagne de conquête — phase ayant pour but d’assurer les liaisons, et par là à rendre possible l’exploitation des gisements miniers — qu’Antonio Got, alors lieutenant, eut à jouer un rôle important. Ainsi, il aida tout au long du mois de septembre à munitionner la colonne conduite par le général Tovar et engagée dans la bataille de Tachdirt, ainsi que les troupes de la division Álvarez de Sotomayor occupées à s’emparer de Souk El-Had de Beni Sicar, et à pourvoir en munitions les 27 et 28 août plusieurs positions en plein combat. En octobre, il fut chargé de munitionner les camps militaires de Nador et de Selouane, puis participa en novembre à la conquête espagnole de Hidum et de Tagui Manin (Mezquita). À partir du 12 du même mois, alors que la campagne militaire était en passe de s’achever, il fut versé dans la Section des automobiles, où il resta jusqu’en février 1910, date à laquelle il fut muté en métropole, d’abord à un poste dans un régiment de cavalerie à Madrid, puis à Saint-Sébastien,. Il s’était auparavant vu octroyer la croix de première classe du Mérite militaire avec insigne distinctif rouge pour son action dans la défense de Souk El-Had de Beni Sicar, le 28 septembre 1909,.

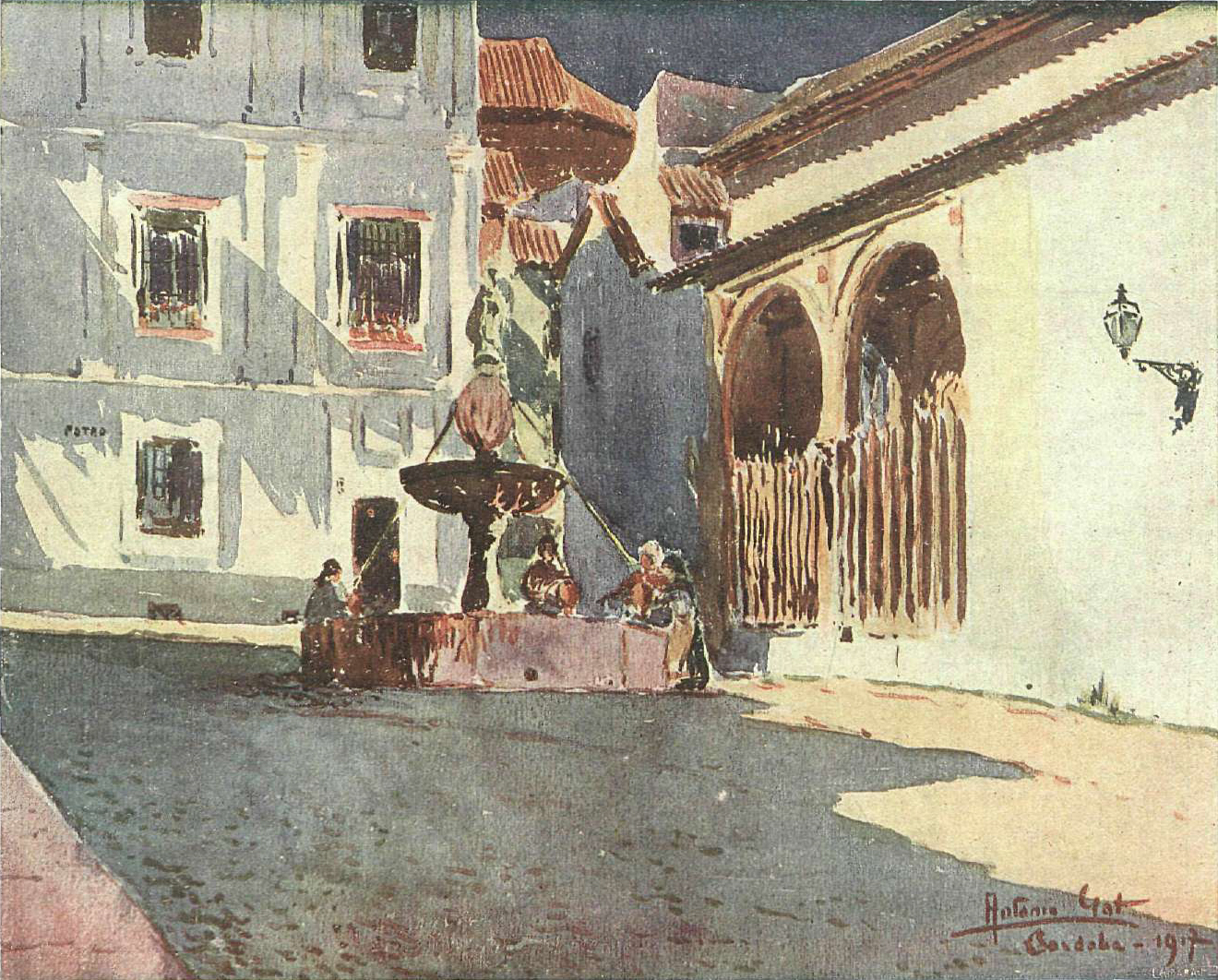
Aquarelle de Got datée de 1917 représentant la fontaine du Poulain (« fuente del Potro ») à Cordoue.

Entre 1909 et 1916, Antonio Got mit ses talents artistiques au service de l’armée espagnole d’Afrique. Ainsi, pendant son séjour à Melilla, Got avait-il apporté son concours à la rédaction et à l’illustration de l’ouvrage en deux volumes publié en 1910 par le Corps d’artillerie et intitulé Crónica Artillera de la Campaña del Rif de 1909, travail pour lequel il se verra conférer la croix de première classe du Mérite militaire avec insigne distinctif blanc. Ledit ouvrage décrit les actions et travaux de l’arme d’artillerie lors de la campagne de Melilla de 1909, non seulement à l’avant-garde, sur la ligne de front, mais aussi dans les services de logistique, d’acheminement de munitions et de fabrication de projectiles, et donne des informations détaillées sur l’emploi de véhicules automoteurs en campagne, l’armée espagnole ayant en effet expérimenté pour la première fois dans un conflit armé sa flotte d’automobiles, alors encore fort réduite et à l’état embryonnaire. Le livre comporte 32 planches figurant le théâtre d’opération de la campagne, avec plans, vues panoramiques, schémas, perspectives de tir d’artillerie, etc. La contribution d’Antonio Got à l’ouvrage, sur la plan tant du texte que des schémas et des vues panoramiques, est appréciable.

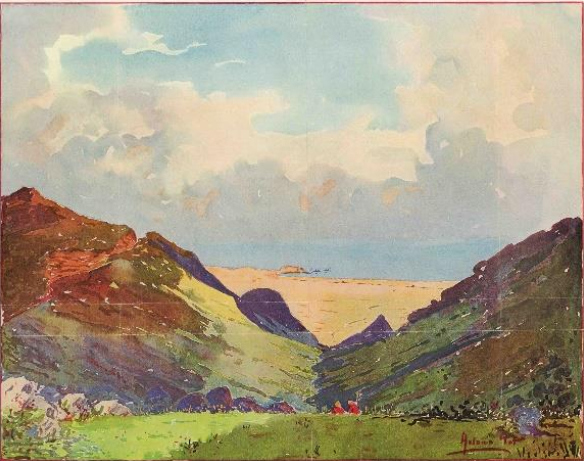
Aquarelle figurant le Ravin-au-Loup (Barranco del Lobo), publiée dans l’ouvrage Crónica Artillera de la Campaña del Rif de 1909.
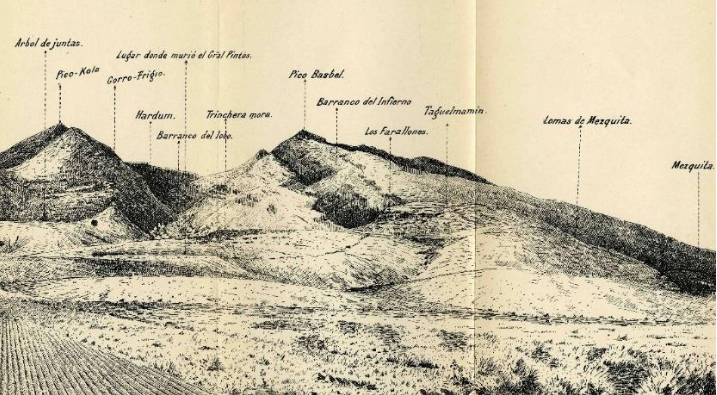
Dessin du massif du Gourougou (situé près de Melilla), dessin de Got, inclus dans Crónica Artillera de la Campaña del Rif de 1909.
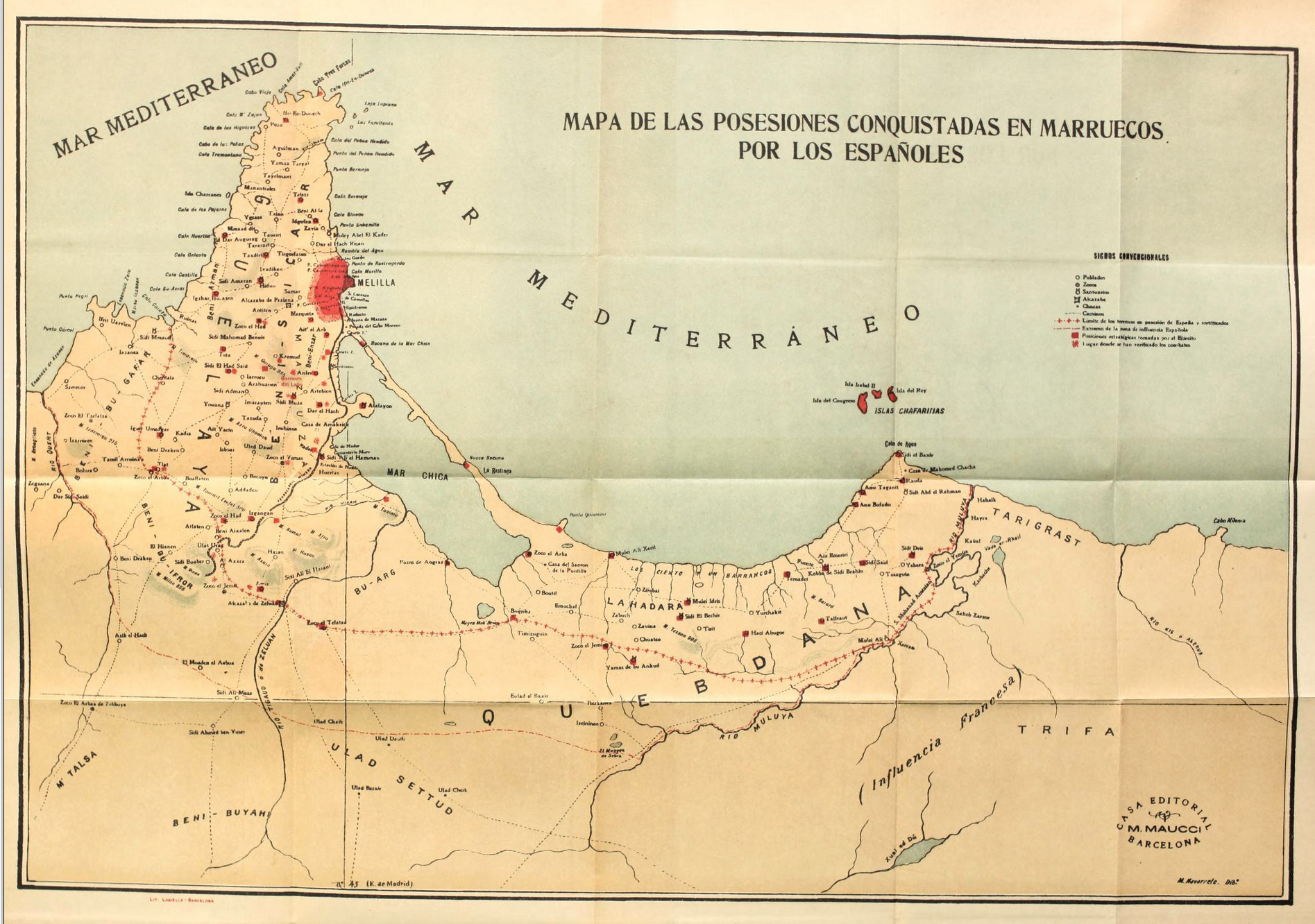
Carte du terrain conquis par les troupes espagnoles durant la campagne militaire de 1909.

### Affectation à Ceuta (1911-1917)
Fin 1910, promu entre-temps au rang de capitaine par effet d’ancienneté, Got fut versé dans l’état-major du corps d’artillerie de Ceuta, dans l’ouest du Maroc espagnol, et prit ses fonctions le 21 janvier 1911, avant d’aller trois jours plus tard occuper dans cette même ville son poste dans le Groupe d’artillerie de montagne. Dans les années 1912 et 1913, il s’acquitta de plusieurs missions de reconnaissance dans la zone de Tétouan. Au cours de l’année 1912, il exécuta des relevés devant servir à définir des itinéraires de camions et remplit des tâches de reconnaissance dans le territoire limitrophe de Tétouan, avec zèle et intelligence au jugement de ses supérieurs. En 1913, dans la même zone, il prit part avec sa batterie à de nombreuses actions de combat, préparations d’artillerie, missions de protection de convois et d’occupation de positions,, notamment pour assurer la protection de la brigade du général Primo de Rivera au moment où celui-ci était engagé dans un mouvement de retraite. Il fut honoré de trois croix de première classe du Mérite militaire avec insigne distinctif rouge et, en juin 1914, — en lieu et place d’une montée en grade pour « mérites de guerre », illicite dans un corps d’artillerie — d’une croix de 1re classe de l’ordre royal et militaire de Marie-Christine. De septembre 1914 à fin 1916, il travailla à tracer des itinéraires et à composer des vues panoramiques, avant de partir occuper un poste à Saint-Sébastien, où la retraite volontaire lui fut accordée le 28 mars 1917,. Il ne devait plus par la suite s’incorporer dans les forces armées que pour une brève période entre 1934 et 1935, nommément dans l’état-major de la brigade d’artillerie de la Première Division organique (c’est-à-dire la circonscription militaire autour de Madrid),.

### Œuvre d’auteur et de dessinateur à Tétouan

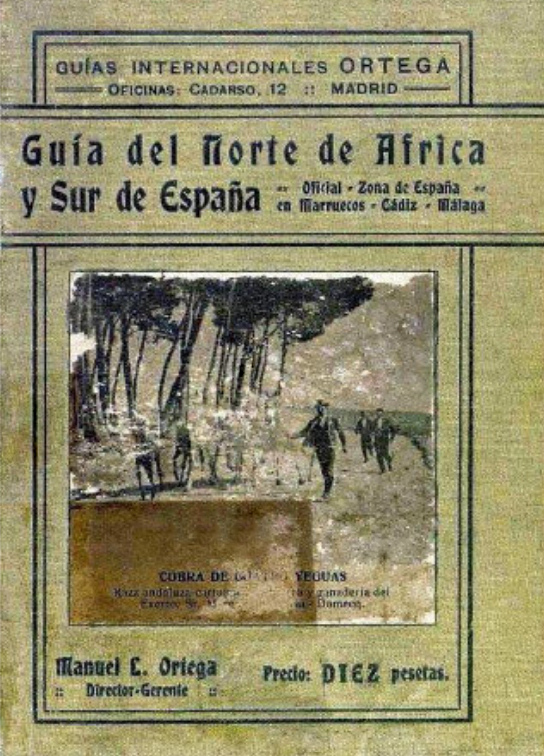
Guía del Norte de África y Sur de España (1917), dont le chapitre sur Tétouan a été corédigé par Got et Beigbeder et illustré par Got.

Antonio Got fut l’auteur, en collaboration avec Juan Beigbeder (futur ministre des Affaires étrangères), du premier guide touristique de Tétouan, intitulé Tetuán Artístico y Pintoresco, qui pour des raisons inconnues ne parut cependant jamais en tant que tel et en intégralité, mais ne fut publié que partiellement dans un guide de 1917, Guía del Norte de África y Sur de España (« Guide touristique d’Afrique du Nord et du sud de l’Espagne »), paru aux éditions Manuel L. Ortega. Étant donné que les deux auteurs se trouvaient à Tétouan au tout début de l’occupation de la ville par les troupes espagnoles, leurs descriptions reflètent l’état de la ville antérieur aux transformations urbaines réalisées à partir de 1913. Il apparaît très probable que le guide de Beigbeder et Got renfermait, pour illustrer le texte, des dessins — à coup sûr de la main de Got — et des photographies, sur lesquels on n’a pas d’autres informations. Il est notable par ailleurs que Juan Beigbeder rédigea vers la même époque un essai sur Tétouan et sur la description qu’en avaient faite un certain nombre de géographes de différentes époques, allant du Moyen Âge à l’ère moderne, ce qui dénote un intérêt réel pour la ville et son histoire.
Dans le susmentionné guide de 1917, le travail de Beigbeder et Got fait son apparition à la page 235 sous la forme d’un bloc thématique intitulé Tetuán artístico y pintoresco (« Tétouan artistique et pittoresque »), où figure une note signalant que le chapitre d’introduction, intitulé Lo que vimos al llegar a Tetuán (« Ce que nous avons vu après être arrivé à Tétouan », p. 235-249) ainsi que les chapitres consacrés au Méchouar (palais du XVIIIe siècle), aux mosquées, aux fontaines de la ville et aux ermitages, font partie d’un livre inédit de Juan Beigbeder et Antonio Got.

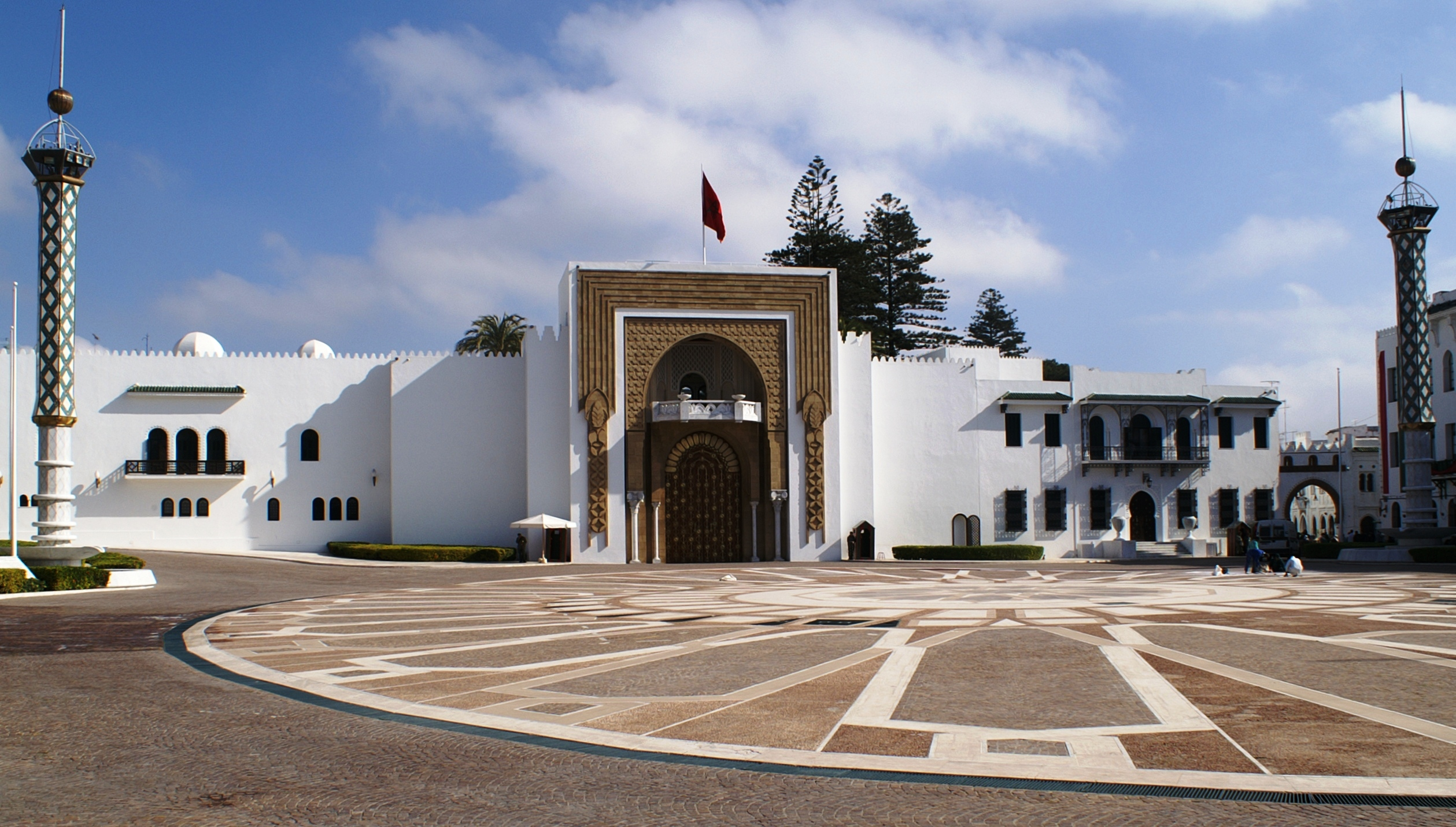
Le palais royal, ou Méchouar, à Tétouan.

D’une part, le texte de Beigbeder et Got n’échappe pas, en particulier dans l’introduction, aux lieux communs habituellement associés à la confrontation d’un occidental avec une médina musulmane. Le tableau ainsi produit, d’une subjectivité assumée, et émaillé de sensationnel, de surprises et de manifestations d’admiration, s’inscrit dans ce que les auteurs eux-mêmes désignent par « notre curiosité d’artistes ». L’introduction entend guider le voyageur dans une ville non encore altérée par l’arrivée de l’administration espagnole et s’abandonne aux descriptions de rues grouillantes, de scènes de souk et d’étals, d’artisanats divers, composant une image stéréotypée de la société marocaine.
Mais d’autre part, les aptitudes de Got comme dessinateur et la formation d’ingénieur militaire de Beigbeder ont pu se combiner avec bonheur, ainsi qu’en témoigne le chapitre consacré au Méchouar, palais royal alors abandonné, dont le texte nous livre, dans une vision certes romantique mais sous un regard expert et rigoureux, une description de tous les éléments structurels et décoratifs de l’édifice, en particulier une analyse des faïences originales, dont la tradition artisanale s’était d’ores et déjà perdue en grande partie. La description du Méchouar se clôt par la recommandation de le restaurer et de lui trouver une nouvelle affectation, eu égard à sa valeur artistique et historique.
Le chapitre suivant est consacré aux mosquées, dont les auteurs, interdits de pénétrer à l’intérieur, durent se contenter de décrire l’extérieur, c’est-à-dire les portails et les minarets. Après un recensement des 36 mosquées par quartier, les auteurs consacrent aux 17 plus importantes une notice particulière, notices qui constituent ensemble l’étude la plus ancienne et la plus complète des mosquées de Tétouan faite par un auteur espagnol. Les chapitres consacrés aux fontaines s’attachent à en caractériser les différents types, avec une attention particulière à celle de Bab Okla (ou Oqla), tandis que les notices sur les ermitages concernent ceux situés extra muros.
En 1928, le texte de Beigbeder et Got ressurgissait dans le tome 61 de l’encyclopédie Espasa Calpe, sous l’article Tetuán, qui reprend largement le contenu des guides susmentionnés, en particulier pour la description de la plaza de España, du quartier juif, du Méchouar (copié intégralement) et des fontaines.

### Directeur de l’École des arts et métiers de Tétouan (1919-)
Après avoir quitté l’armée en 1917, Antonio Got retourna au Maroc deux années plus tard, en 1919, pour s’adonner à sa passion du dessin, cette fois à titre d’enseignant et de premier directeur de l’École des arts et métiers et des arts marocains (Escuela de Artes y Oficios y de Artes Marroquíes), fondée la même année à Tétouan,. Got quitta ses fonctions de directeur en 1921, mais exerça comme professeur de dessin pendant plusieurs années encore, de 1926 à 1930,.
En octobre 1928 à Ceuta, au Centre culturel militaire, et en novembre 1930 à Tétouan, au Casino espagnol, il organisa une exposition de ses aquarelles. Épris de l’exotisme marocain, il exécuta, pour le compte de revues illustrées, un grand nombre de dessins et d’aquarelles, faisant ainsi connaître au public espagnol les beautés des paysages marocains. En particulier, il réalisa en mars et avril 1928 et en mars 1931 (c’est-à-dire après son retour à Madrid) les illustrations de couverture et d’autres dessins pour la revue Revista de Tropas Coloniales, dirigée par Francisco Franco et Gonzalo Queipo de Llano.
En avril 1931, résidant désormais à Madrid, Got monta au Círculo de Bellas Artes de la capitale une nouvelle exposition d’aquarelles à thématique marocaine.

### Activité journalistique
En 1930, il cofonda, avec deux dessinateurs renommés, Joaquín Xaudaró et K–Hito, la Sociedad Española de Dibujos Animados (« Société espagnole de dessins animés »), qui allait jouer un rôle précurseur dans ce domaine en Espagne,, parvenant à produire quatre films d’animation, mais dont les projets se verront frustrés par l’éclatement de la Guerre civile en juillet 1936.

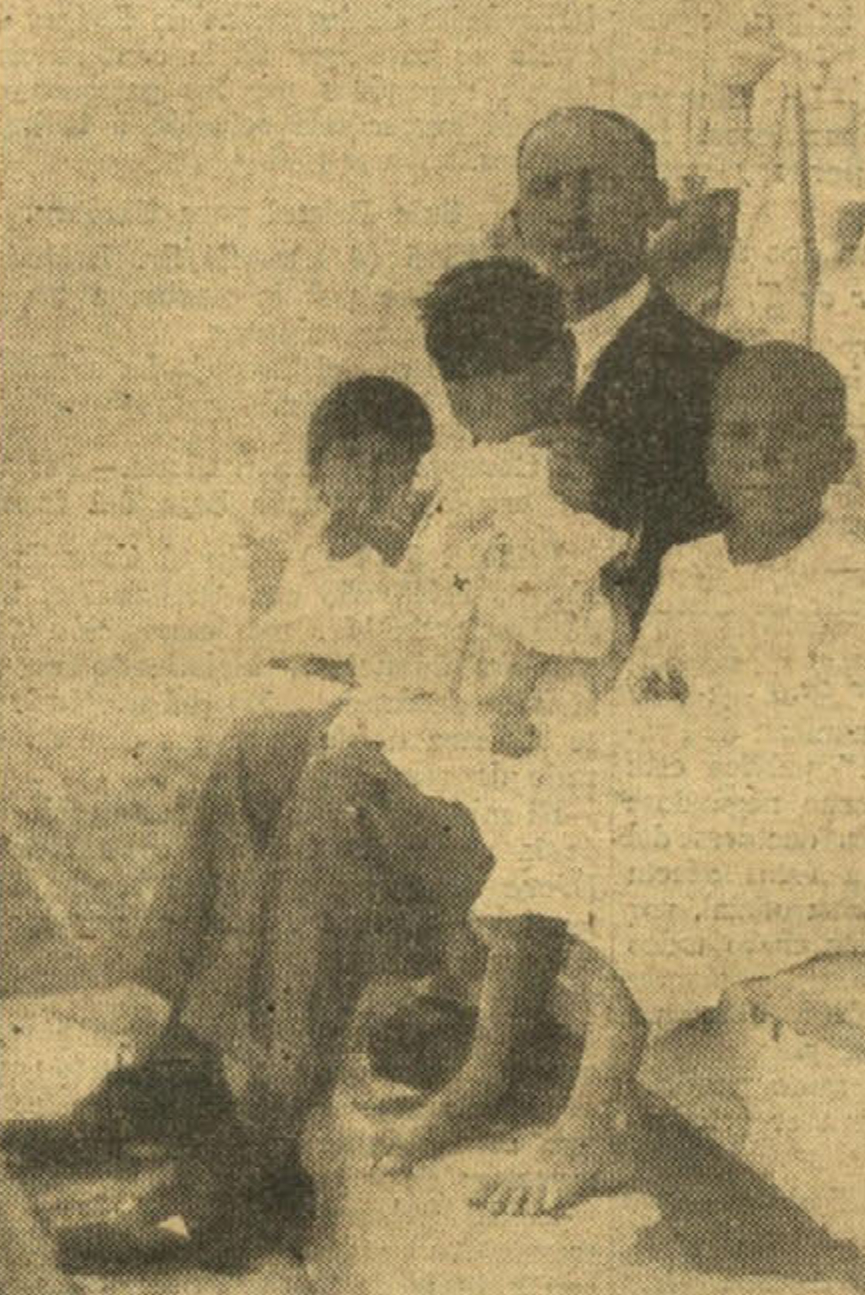
Antonio Got photographié en juin 1926 en compagnie d’enfants espagnols faits prisonniers et libérés par Abdelkrim.

Parallèlement à son travail comme graphiste, Antonio Got déploya à partir de 1913 une activité journalistique comme correspondant de guerre. Sa première réalisation dans ce domaine se situe en août 1913, sous les espèces d’un reportage en deux parties publié dans les colonnes du quotidien de Melilla El Telegrama del Rif. En mai 1914, il présenta devant l’Académie royale d'histoire un travail d’érudition intitulé Notas de Historia y Arqueología Tetuaní, réalisé en collaboration avec Juan Beigbeder.
Ses contacts continus avec la population de la zone d’El Hoceïma permirent à Antonio Got de jouir d’une position privilégiée et d’un certain prestige, faisant de lui la personne idoine pour agir comme intermédiaire entre les notables rifains et les autorités espagnoles. Au lendemain de la débâcle espagnole d’Anoual de juillet et août 1921, les premières informations sur le nombre de prisonniers espagnols aux mains d’Abdelkrim, sur la libération de quelques-uns d’entre eux, et sur les convois de vivres à destination de ces captifs furent fournies par Got en exclusivité comme rédacteur du journal madrilène El Sol, dont il assumait la fonction d’envoyé spécial en Afrique du Nord jusqu’en octobre 1921,. Ses articles sur la débâcle d’Anoual et sur la subséquente contre-offensive espagnole paraissaient dans les pages du journal El Sol sous l’en-tête générique de Crónicas de Marruecos (« Chroniques du Maroc »). Celui relatant la reprise par les troupes espagnoles de l’emblématique fort de Mont-Arouit en octobre 1921 se signale par le réalisme cru avec lequel est dépeint le spectacle dantesque des centaines de cadavres espagnols sans sépulture, perfidement massacrés à la suite d’une capitulation en règle. Certaines de ces chroniques étaient illustrées par des dessins et des plans.
Antonio Got intervint aussi comme correspondant de guerre lors du débarquement d'Al Hoceïma de septembre 1925, opération amphibie réalisée par les troupes terrestres espagnoles, avec l’appui conjoint des marines et des aviations espagnoles et françaises. En plus d’être le reporter attitré du Telegrama del Rif, Antonio Got livrait aussi des informations à plusieurs périodiques de la métropole, dont notamment La Correspondencia de España. À l’instar de ses articles de 1921, ses textes de 1925 étaient pourvus de plans et de dessins « panoramiques », l’auteur allant jusqu’à signaler dans un article du Telegrama del Rif du 13 octobre 1925 qu’« on m’appelle le Roi du Panoramique ».
En avril et mai 1926, il fut donné à Antonio Got d’être l’un des rares journalistes espagnols, aux côtés de deux confrères mélilliens et de Rafael López Rienda, à couvrir dans la ville d’Oujda les négociations de paix (infructueuses) entre les délégations de France et d’Espagne d’une part, et les Rifains emmenés par Abdelkrim d’autre part.

### Chargé de mission d’Echevarrieta
En février 1921, le célèbre entrepreneur et millionnaire basque Horacio Echevarrieta, partie prenante de la Compañía Española de Minas del Rif, le prit à son service,,, en même temps que l’influent personnage marocain Driss Ben Saïd, pour qu’il étudie le Rif central et fasse la lumière sur les rumeurs circulant alors sur l’existence de riches gisements miniers, lesquels du reste allaient se révéler n’être qu’une fable habilement utilisée par certains, tels p. ex. que le chef rifain Abdelkrim, qui bénéficia de payements par anticipation versés à son compte pour de futures concessions d’exploitation.
Le commandant-général de Melilla, le général Silvestre, reçut Got en présence des colonels Morales, chef de la Police indigène, et Sánchez Monge, chef de l’état-major de Melilla. Got leur communiqua qu’il avait été chargé de se mettre en rapport avec Abdelkrim, pour négocier l’exploitation de mines en Beni Ouriaghel. À cette fin, il sollicita des autorités militaires espagnoles un laissez-passer, qui lui fut accordé par Silvestre et porteur duquel il se transporta jusqu’au Peñón (base militaire insulaire des Espagnols dans la baie d’El Hoceïma), avant de débarquer dans la nuit du 6 avril 1921 à Ajdir, fief des Abdelkrim, où il eut une entrevue avec M’hamed, frère cadet d’Abdelkrim, et avec son oncle, conférant avec eux jusqu’à deux heures du matin le lendemain. Abdelkrim lui-même était absent, car « pris ce soir-là par un très important rendez-vous avec les autres chefs Beni Ouriaghel [pour discuter] de l’imposition d’amendes à ceux qui iraient saluer le haut-commissaire », ainsi que l’affirme Got dans la lettre qu’il adressa le 9 avril au colonel Morales, qui avait été désigné comme son interlocuteur, pour lui faire part des faits survenus,,.

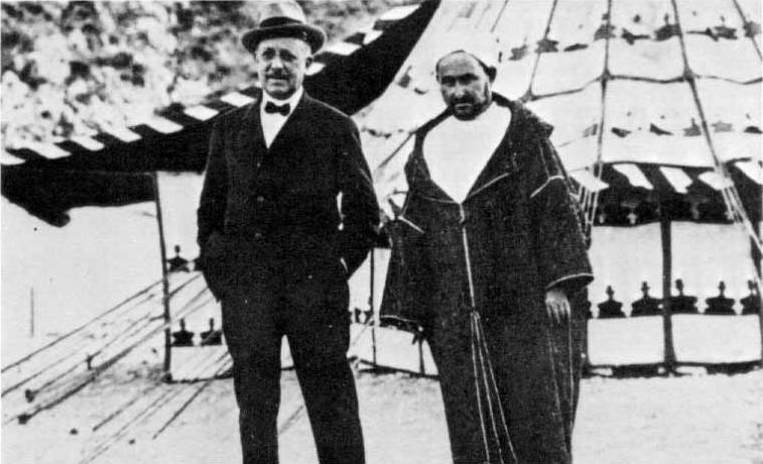
L'entrepreneur Horacio Echevarrieta, dont Got était l’agent de liaison, aux côtés du dirigeant rifain Abdelkrim (1923).

Lors de ladite entrevue, les représentants d’Abdelkrim se laissèrent aller à parler politique et se plaignirent que dans la zone orientale (celle de Melilla) n’ait pas été instauré un véritable protectorat civil, comme était occupé à le faire le haut-commissaire Berenguer dans certaines parties de la zone occidentale, mais au contraire un régime militaire. Néanmoins, ils se déclarèrent disposés à reprendre les contacts avec l’Espagne en vue de faire acte de soumission et de reconnaître le Makhzen, mais à deux conditions : « la plus grande confidentialité et discrétion », et que Got soit l’intermédiaire unique. En même temps toutefois, ils maintenaient leur intention de mettre sur pied leur propre force de police, ce qui dénote une volonté de se garantir un haut degré d’autonomie,.
Le 16 mai, Abdelkrim en personne s’entretint avec Got, lui exposant ses revendications, notamment l’autorisation de créer un corps de police de 500 ou mille hommes « à sa dévotion, afin d’imposer, à l’aide de celle-ci, la tranquillité et l’ordre dans la kabila, et ensuite de traiter avec l’Espagne », projet que Silvestre qualifia de « fantaisie, mais fantaisie dangereuse, par l’ampleur de l’embarras qu’il nous causerait ».
Si Mohamed Azerkam, dit l’Oisillon (El Pajarito), émissaire d’Abdelkrim, jouissait de la pleine confiance de son commanditaire, cela n’était pas le cas de Got, à propos de qui Berenguer indiqua à Silvestre qu’il « fallait se garder de donner un caractère officiel à l’intervention de M. Got dans la politique d’El Hoceïma, entre autres à cause de la nature de ses démarches », lesquelles visaient, selon Silvestre, à « l’achat de terres » (dans un but d’exploitation minière), à l’effet de quoi Got aurait remis 10 000 pesetas à Abdelkrim. En conséquence, il fut émis l’« ordre de surveiller les déplacements de M. Got », quand même on admettait « la convenance de le laisser poursuivre son travail politique ».

### Dernières années
Toujours en disponibilité de l’armée espagnole, Antonio Got résida dans un premier temps à Tanger, où sa subsistance était en partie assurée par les aides économiques de se famille, avant d’être autorisé le 20 avril 1934  à réintégrer l’armée espagnole avec le rang de commandant et avec l’ancienneté correspondant au 25 novembre 1920. Il fut alors versé dans le 4e régiment de véhicules lourds et assigné à l’état-major de la brigade d’artillerie de la 1re division organique (circonscription ayant siège à Madrid), mais tomba malade avant d’avoir pu occuper sa nouvelle affectation. Il choisit alors domicile à Madrid, dans la calle de Goya, où il continua, malgré les vexations qu’il eut à subir pendant la guerre civile comme ancien militaire d’idées monarchistes, à peindre des aquarelles, représentant entre autres quelques-uns des nombreux bombardements de la ville. Après sa mort à Madrid en mars 1939 (ou le 25 août 1938, suivant les sources), sa dépouille fut translatée vers sa ville natale de Saint-Sébastien.

## Publications
- (es) Antonio Got Inchausti, Vistas de ciudades de Marruecos y una crónica gráfica del desembarco de Alhucemas, Ceuta, Agustín Marañés Morilla, 1925, recueil de 25 planches de dessin à la plume (rééd. par Archivo Central de Ceuta, 2003)[31].